# 杨炎宾
杨炎宾（1921年—1943年），乳名典鹤、化名林中友、号小杨，浙江玉环人，中华人民共和国政治人物。

## 生平
1937年5月，杨炎宾在玉环创建《烽火》期刊，担任编辑同年8月停办，他改版《快报》油印日报，3个月后停刊。1938年7月，杨炎宾经董仲升介绍加入中国共产党。与此同时，中共温州中心县委书记黄先河派宣传部长林国挺到玉环，并改组玉环支部为中共玉环中心区委，董仲升继续担任书记，吕平担任组织委员，杨炎宾为宣传委员:37。1938年8月，由于日军封锁瓯江口，导致玉环与温州的海上交通中断，中共浙南特委决定将玉环党组织划归中共台属特委管辖。1939年10月，中共台属特委派陈方汀到玉环，召开扩大会议，主张与国民党做斗争，遭到了董仲升的反对:48。陈方汀在返回特委后，要求改组玉环党组织，董仲升被调出玉环；并成立中共玉环县委，杨炎宾担任书记，吕平为组织部长，潘徽宏担任宣传部长。1940年4月，中共组织在玉环的形势继续恶化，杨炎宾被调离玉环，吕平担任书记。
皖南事变后各县开始清共，中共浙南省委决定改变委员会制为特派员制。此时，台属北线党组织以三门为据点，与临海、天台、宁海等邻县相通。1941年11月，杨炎宾被任命为台北联络员兼三门特派员。期间与台北特派员郑嘉治一起部署，帮助当地中共人员逐批安全撤退到苏北抗日根据地。1942年7月18日晚，三门县国民政府突击检查保卫中共机关驻地海游镇坝头村章思陈家。杨炎宾租住章家的小楼，被抄去书籍及油印密件。1942年8月，中共地下党开始谋划9月劫狱营救工作，却被国民政府秘密提前押送到临海监狱。中统特务杨占坤、陈家壁等刑讯逼供，他深受重伤并于1943年1月在狱中去世，年仅22岁。

## 延伸阅读
- 《今日玉环》2010年12月20日：怀念玉环抗战时期首任县委书记杨炎宾 （页面存档备份，存于）